# MRPL42
MRPL42 (англ. Mitochondrial ribosomal protein L42) – білок, який кодується однойменним геном, розташованим у людей на короткому плечі 12-ї хромосоми. Довжина поліпептидного ланцюга білка становить 142 амінокислот, а молекулярна маса — 16 661.
| 10         |  | 20         |  | 30         |  | 40         |  | 50         |
| ---------- |  | ---------- |  | ---------- |  | ---------- |  | ---------- |
| MAVAAVKWVM |  | SKRTILKHLF |  | PVQNGALYCV |  | CHKSTYSPLP |  | DDYNCNVELA |
| LTSDGRTIVC |  | YHPSVDIPYE |  | HTKPIPRPDP |  | VHNNEETHDQ |  | VLKTRLEEKV |
| EHLEEGPMIE |  | QLSKMFFTTK |  | HRWYPHGRYH |  | RCRKNLNPPK |  | DR         |

A: Аланін

C: Цистеїн

D: Аспарагінова кислота

E: Глутамінова кислота

F: Фенілаланін

G: Гліцин

H: Гістидин

I: Ізолейцин

K: Лізин

L: Лейцин

M: Метіонін

N: Аспарагін

P: Пролін

Q: Глутамін

R: Аргінін

S: Серин

T: Треонін

V: Валін

W: Триптофан

Кодований геном білок за функціями належить до рибонуклеопротеїнів, рибосомних білків. 
Локалізований у мітохондрії.